# 李継岌
李 継岌（り けいきゅう、? - 926年）は、後唐の荘宗李存勗の長男。生母は劉氏（神閔敬皇后）。小字は和哥。

## 生涯
父に可愛がられ、924年、北都（晋陽）留守に任じられ、判六軍諸衛事を統括した。後に検校太尉に転じた。
925年、魏王に封じられ、西南行営都統を兼任した。やがて父の命で前蜀に遠征した。しかし、宦官の李環が「東北面行営都招討使の郭崇韜が反乱を起こす模様です」という讒言を信じてしまい、このことを父帝（荘宗）に報告して指示を仰いだ。李存勗は宦官の馬彦珪を成都に派遣し、郭崇韜を逮捕しようとした。劉皇后は郭崇韜の速やかな誅殺を扇動したが、荘宗は「まだ罪を実証していない」と拒否した。皇后は気に障り、密かに李継岌に対して手詔を下し、ただちに郭崇韜を一族もろとも処刑するよう命令した。李継岌はやむなく郭崇韜を誘い出し、頭を叩き割らせて惨殺した。3人の息子も処刑した。皇后の行為を荘宗も黙認した。
李継岌は前蜀を平定し成都に入城した時、同時に李嗣源の謀反の報を聞き、また父帝が禁軍に惨殺されたという速報も届いた。それを聞いた李継岌はただちに鳳翔に赴いて、李嗣源を迎え撃つべく引き揚げた。宦官の李環が「今すぐに都に引き返して李嗣源を滅ぼすべきです」と進言したため、李継岌は軍勢を率いて渭水に辿り着いた。しかし、李嗣源軍によって橋は破壊され渡河できず、李嗣源の別働隊が反対方面から襲撃したため、李継岌は防戦するも大敗し、山奥に逃亡した。李環は「殿下、もはやこれまででございます」と洩らした。李継岌は「そうか、私の天命もこれまでだな」と涙を流しながら述べて、荘宗の供奉官だった李従襲に命じて、自分を縊め殺すように命じた。李従襲の「御顔に布をお被りください。そのまま殿下が縊殺されるのを拝見するのは忍びありません」という言葉に従い、李継岌は顔を布で覆って、そのまま李従襲の手によって縊殺された。
性機能障害のために子女がなかったという。後世に興聖太子と諡された。

## 家族
- 妻：魏国夫人王氏（王処直の養子の王都の娘）
- 弟：守王李継潼、光王李継嵩、真王李継嶦、川王李継嶢

## 伝記資料
- 『旧五代史』巻51
- 『新五代史』巻14